# 霍恩默尔森
霍恩默尔森（德語：Hohenmölsen，發音：[ˌhoːənˈmøːlzn̩] ⓘ）是德国萨克森-安哈尔特州布尔根兰县的城市，面积75.31平方千米，2023年12月31日人口为9,395人。